# Sarah Chatfield
Sarah Chatfield é uma directora de videos musicais e fotografa nascida no Reino Unido baseada em Los Angeles, Califórnia.
Ela é mais conhecida por dirigir vídeos para artistas como Livvi Franc e Kelly Rowland.